# Robert Klaßen
Robert Klaßen (* 19. Mai 1962) ist wissenschaftlicher Autor, Software-Trainer und Fotograf.

## Tätigkeit
Robert Klaßen ist Autor zahlreicher Fachbücher. Zu seinen Themenschwerpunkten gehört die digitale Bildbearbeitung mit Adobe Photoshop, Adobe Photoshop Elements und GIMP, Video-Editing mit Adobe Premiere Pro, Kameraführung und Video-Design sowie Microsoft-Betriebssysteme und Microsoft Office. Die meisten seiner Bücher erschienen im Rheinwerk Verlag sowie beim Vierfarben Verlag in Bonn. Klaßen ist Adobe Certified Expert für Photoshop, doziert an unterschiedlichen Bildungseinrichtungen und produziert Video-Trainings. Von Klaßen erscheinen immer wieder Artikel in Foto- und Videozeitschriften.

## Publikationen (Auswahl)
Bis zum Ende des Jahres 2016 verfasste Robert Klaßen als Alleinautor insgesamt 43 Bücher und 14 Video-Trainings. Seine bislang erfolgreichsten Titel sind
- Windows 10 – Die Anleitung in Bildern, Vierfarben Verlag, ISBN 978-3-8421-0217-0
- Adobe Photoshop CC – Der professionelle Einstieg, Rheinwerk-Verlag, ISBN 978-3-8362-4262-2
- Office 2016 – Der umfassende Ratgeber, Vierfarben Verlag, ISBN 978-3-8421-0196-8
- Grundkurs Digitales Video, Rheinwerk Verlag, ISBN 978-3-8362-2835-0
- Adobe Premiere Pro CC – Schritt für Schritt zum perfekten Film, Rheinwerk Verlag, ISBN 978-3-8362-2464-2